# Alberto de Aguiar
Alberto Pereira Pinto de Aguiar (Porto, 22 de Setembro de 1868 - Porto, 27 de Abril de 1948) foi um analista, médico e professor universitário português.

## Vida e obra
Frequentou a Escola Médico-Cirúrgica do Porto onde, em 1893, obteve a licenciatura. Ainda nesta mesma escola defende, em 1896, a dissertação inaugural, "As leucomainas e em especial importancia das leucomainas urinarias na explicação da toxicidade das urinas. Toxicidade d'urinas normaes e de tuberculosos", sob a orientação de Maximiano Lemos.
Em 1899 apresenta a sua tese de doutoramento intitulada: "Cellula hepatica e crase urinaria. Contribuição para a diagnose urologica das lesões funcionais do fígado" (Porto, Typographia Occidental).
Desempenhou funções de docente na Escola Médico-Cirúrgica do Porto, na Faculdade de Medicina da Universidade do Porto, na Faculdade de Farmácia da Universidade do Porto e de diretor em laboratórios públicos e privados.
Ajudou a fundar a Casa dos Filhos dos Soldados, situada na Rua de Cedofeita, no Porto.
Foi apelidado de "Patriarca da Bioquímica Portuguesa" por ser considerado o precursor do estudo e investigação em Bioquímica.
Entre 1 de janeiro e 30 de junho de 1926 foi Presidente do Senado da Câmara Municipal do Porto.
Em resultado do seu trabalho foi agraciado com as comendas da Ordem do Mérito e da Ordem Militar de Cristo, em 5 de outubro de 1930 e em 31 de março de 1921, respectivamente.